# 1464 Armisticia
1464 Armisticia eller 1939 VO är en asteroid i huvudbältet, som upptäcktes 11 november 1939 av den belgisk-amerikanske astronomen George Van Biesbroeck vid Yerkesobservatoriet i Williams Bay, Wisconsin. Då den upptäcktes på 21-årsdagen för Första världskrigets vapenstillestånd har den fått namn efter det engelska ordet för vapenstillestånd.
Asteroiden har en diameter på ungefär 23 kilometer och den tillhör asteroidgruppen Eos.